# لويس أنطونيو أموشاستيغيو
لويس أنطونيو أموشاستيغيو (بالإسبانية: Luis Amuchástegui)‏ مواليد 12 ديسمبر 1960 في قرطبة، الأرجنتين، هو لاعب كرة قدم أرجنتيني سابق كان يلعب كمهاجم.

## المسيرة الاحترافية

### أندية لعب لها
- نادي سان لورينزو
- أتلتيكو ريفر بليت
- نادي أمريكا